# Гелредом
Гелредом (хол. GelreDome) је фудбалски стадион са помичним кровом и тереном у граду Арнхем, Холандија. Стадион је грађен од 1996. до 1998. године по цени еквивалентној 75 милиона евра, отворен је 25. марта 1998. Стадион је био дом фудбалског клуба Витесе Арнхем од 1998. године. Био је то један од стадиона који се користио током Европског првенства у фудбалу 2000. године одржаног у Холандији и Белгији.
На стадиону су имали концерте и међународни и холандски уметници, укључујући Лејди Гагу, Шакиру, Пеарл Џем, Бруса Спрингстина, Тину Тарнер, Селин Дион, Мадона, Принса, Спајс Герлс, Џастин Бибер, Пол Макартни, Ајрон Мејден, АЦ/ДЦ, Андре Рију, Ролинг Стонсе, Џастин Тимберлејк и Ријана.
Стадион има кров на увлачење, као и кабриолет који се може увући, када се не користи током концерата или других догађаја који се одржавају на стадиону, и систем за контролу климе. Има капацитет од 34.000 људи за спортске догађаје, односно 41.000 на концертима. Терен ГелреДоме окружен је са сваке стране са четири покривене трибине са свим седиштима, званично познате као трибина Едварда Стуринга (север), трибина Чарлија Босвелда (исток), трибина Тио Бос (југ) и трибина Џуст Гобел (запад).
ГелреДоме тренутно има оцену УЕФА са четири звездице.

## Историја
ГелреДоме је 25. марта 1998. заменио стадион Њу Моникахаусе (Nieuw Monnikenhuize) као домаћи терен фудбалског стадиона Витесеа. У току су били планови за проширење и реновирање старог и сада срушеног Њу Моникахаусе. Међутим, уз све већи капацитет навијача и уз аргументе да локација старог стадиона није била довољно стратешка, зачета је идеја да се изгради нова арена за навијаче Витессеа.
Први меч одигран на стадиону био је победа домаћег тима Витесеа од 4 : 1 против Н.А.К. Бреда у мечу Ередивисзије. Први гол на новом стадиону постигао је играч Витесеа Дејан Чуровић.

## Утакмице ЕП 2000.
- Групна фаза УЕФА Европског првенства 2000:

| Датум         | Време | Фаза    | Екипа #1  | рез.  | Екипа #2    |
| ------------- | ----- | ------- | --------- | ----- | ----------- |
| 11. јун 2000. | 14:30 | Група Б | Турска    | 1 : 2 | Италија     |
| 17. јун 2000. | 18:00 | Група А | Румунија  | 0 : 1 | Португалија |
| 21. јун 2000. | 18:00 | Група Ц | Словенија | 0 : 0 | Норвешка    |